# شروخ في المرايا (رواية)
شروخ في المرايا هي رواية للكاتب والروائي والمؤرخ المغربي عبد الكريم غلاب. صدرت في طبعتين كانت أولها سنة 1994 في الرباط عن دار توبقال للنشر والثانية سنة 2001 عن وزارة الثقافة والاتصال المغربية. فازت بجائزة المغرب للكتاب سنة 1994.

## ملخص الرواية
تحكي رواية شروخ في المرايا عن شخصية الراوي الحائرة والباحثة عن معنى الحرية والمسؤولية، إنها حيرة إنسان لم يختر مكان ولادته ولا لحظتها، حتى الطبقة الاجتماعية التي وجد نفسه فيها لم تكن بإرادته، كل هذا يجعل القارئ أمام شخصية أضناها البحث عن الحقيقة، كما أتعبتها محاولات الحصول على الحب الذي تهيجه في قلب الراوي المرأة ذات العينين الخضراوين تارة والمرأة ذات العينين السوداوين تارة أخرى.

## شخصيات الرواية
- الراوي (البطل): شخصية محورية تعاني من حيرة وجودية، تبحث عن معنى الحرية والمسؤولية، وتخوض رحلة تأملية في مرايا الذات والمجتمع. يتفاعل مع شخصيات متعددة، لكنه يظل مركز الثقل السردي.
- المرأة ذات العينين الخضراوين: تمثل الحب المثالي والعقلانية، وهي زميلة الراوي في كلية الحقوق. تجسّد طريقًا مألوفًا نحو النجاح الاجتماعي، لكنها لا تشبع توق الراوي للحقيقة العميقة.
- المرأة ذات العينين السوداوين: شخصية أكثر غموضًا، ترمز إلى الشغف والحدس، وتفتح للراوي أبوابًا نحو التصوف والتأمل الداخلي، لكنها أيضًا تثير أسئلته حول الحب والمعرفة.
- الأب: شخصية مؤثرة في حياة الراوي، حلم بأن يصبح ابنه محاميًا يدافع عن الحقيقة، لكنه يواجه خيبة أمل حين يختار الراوي طريقًا مختلفًا.
- الصديق اليساري: يمثل الأيديولوجيا السياسية، ويعكس صراع الراوي مع الأفكار الجاهزة واليقينيات المطلقة.
- الواعظ: شخصية دينية تقليدية، يثير في الراوي تساؤلات حول الدين والسلطة والعدالة الإلهية.
- الصديق اللا منتمي: يتبنى رؤية روحية حرة، ويقدم للراوي نموذجًا للتدين غير المؤسسي، قائم على الحب والسلوك..[5]

## اقتباسات من الرواية
"عاش آدم وعشنا معه بعد ملايين السنين نحسب الزمن: ساعة، يوم، شهر، سنة… وتنتهي الستون أو السبعون، ثم نسلم حبات المسبحة إلى غيرها، للآخرين يتعلمون الحساب في أعمارهم".
"عندما كنت في سنك أو أكبر منك قليلا، لم يكن أحد يذكر كلمة السياسة. ولعلها لم تكن موجودة. كان المخزن الله يجعل فيه البركة. الباشا هنا، القائد هناك في البلاد، يدهم طويلة والعصا لمن عصا، افهمني لماذا إذن السياسة؟ لعل هذه الصحف هي التي ابتكرت الكلمة تحرك سوقها. كل وأين كتبت له لقمة الخبز. ما أظن أنها لقمة سمينة لأني لا أجد إلا القليل من يشتريها".

## أسلوب الرواية
تتسم رواية شروخ في المرايا لعبد الكريم غلاب بأسلوب سردي تأملي يجمع بين الواقعية النقدية والسيرة الذاتية الفكرية، حيث يتخذ الراوي موقعًا محوريًا في النص، يتفاعل من خلاله مع شخصيات متعددة تمثل نماذج اجتماعية وفكرية متباينة. يعتمد الكاتب على لغة رصينة ومشحونة بالدلالات، ويُوظف تقنيات الحوار الداخلي والتأمل الفلسفي لاستكشاف قضايا الحرية، الهوية، والحقيقة. كما تتخلل الرواية شذرات من السخرية الهادئة والرمزية العميقة، خاصة من خلال استعارة "المرآة" التي تعكس شروخ الذات والمجتمع. ويُنظر إلى الرواية باعتبارها تجربة سردية تمزج بين البعد الشخصي والهمّ الجماعي، وتعيد مساءلة المفاهيم التقليدية للانتماء والمعرفة

## قال النقاد
بو المعاطي أبو النجا «..ووجود الراوي بهذه المثابة كشخصية محورية في كل الفصول تتفاعل مع بقية الشخصيات العابرة التي تظهر في أماكن مختلفة من مدينته، هذا الوجود لهذه الشخصية المحورية، بهذه الكيفية يكاد يجعل الرواية نوعا من السيرة الذاتية للراوي، ولكن طبيعة التجارب والأحداث والشخصيات والعلاقات التي يتوقف أمامها الراوي، هي التي تجزم بأننا لسنا بإزاء سيرة حياة تبدأ بالميلاد، وتحرص على تسجيل المواقف في سياق زمانها ومكانها، وتنتهي قبيل النهاية، بل نحن أمام سيرة حياة عقل، أضناه البحث عن الحقيقة، وسيرة حياة قلب يحاول الإمساك بما هو جوهري في العواطف الإنسانية، وفي مقدمتها الحب الذي تفجره المرأة ذات العينين الخضراوين مرة والمرأة ذات العينين السوداوين مرة أخرى.».